# Éditions A. Lefeuvre
 (septembre 2020).
Si vous disposez d'ouvrages ou d'articles de référence ou si vous connaissez des sites web de qualité traitant du thème abordé ici, merci de compléter l'article en donnant les références utiles à sa vérifiabilité et en les liant à la section « Notes et références ».
Les Éditions Alain Lefeuvre étaient une maison d'édition française dirigée par Alain Lefeuvre (poète et journaliste, 1937-2002) dont le siège était situé 29 rue Pastorelli à Nice. Elle a fait paraître ses premiers volumes en 1977 et se spécialisait dans l'édition d'ouvrages portant sur le paranormal, l'ufologie, la parapsychologie et les parasciences dans la collection « Connaissance de l'étrange ». Parallèlement, A. Lefeuvre éditait des volumes portant sur la santé, les voyages, mais aussi des témoignages, des histoires vécues et des pamphlets. Les derniers volumes édités datent de 1981.

## Collections
- « Connaissance de l'étrange »
- Les Amours célèbres (bande dessinée).
- « J'accuse »
- « Ma région »
- « Pamphlets »
- « Plaidoyer »
- « Présence de l'histoire »
- « Santé et vie »
- « Témoignages »
- « Voyages, aventures vécues »

## Principaux auteurs édités
- Claude Autant-Lara
- Camille Bartoli
- Jean-Paul Bourre
- Michel Bourrier
- Pierre Carnac
- Jean-Luc Chaumeil
- Gilbert Créola
- Christine Dequerlor
- Gilbert Dupé
- Roger Facon
- Michel Figuet
- Charles Garreau
- Paul Gordeaux
- Jacques Gorisse
- Adolphe D. Grad
- Michel Granger
- Charles-François Guerrin
- Renée-Paule Guillot
- Marie-Thérèse Guinchard
- Chantal Kerdilès
- Hervé Laronde
- Roland Laurent
- Paul-François Leonetti
- Bernard Loubat
- Jean-Claude Macé
- Michel Magne
- Jacques Marcireau
- Pierre-Jean Moatti
- Jean-Louis M. Monod
- René Pacaut
- Jean-Michel Pedrazzanni
- Maurice Périsset
- Daniel Provence
- René Pacaut
- Suzanne Robert
- Jean-Louis Ruchon
- Michel Saint-Ailme
- Marcel Savreux
- Franck Schaffner
- Robert Stefinger
- Guy Tarade